# 김철수 (기업인)
김철수(1963년 12월 11일 ~ )는 대한민국의 기업인이다. 현재 KT의 자회사인 KT스카이라이프의 대표이사 사장을 역임하고 있다.

## 출신 학교
- 마산고등학교
- 서울대학교 산업공학과 학사

## 주요 경력
- 1988년 카이스트 SERI 연구원
- 1989년 앤더슨컨설팅 컨설턴트
- 1992년 동양SHL
- 1992년 선경정보시스템
- 1994년 대한텔레콤 부장
- 1998년 PwC 통신산업담당 디렉터
- 1999년 LG텔레콤(현 LG유플러스) 상무
- ~ 2005년 12월 LG텔레콤 제1사업본부 본부장
- 2005년 12월 LG텔레콤 비지니스개발부문 부문장, 부사장
- ~ 2012년 LG유플러스 영업본부 본부장, 부사장
- 2013년 4월 LG유플러스 자문
- 2013년 9월 ~ 2014년 KT GPDC부문 부문장
- 2014년 ~ 2015년 KT 고객최우선경영실장
- 2015년 12월 KT 커스토머부문장, 부사장
- 2019년 3월 ~ 2020년 3월 케이티하이텔 KTH 대표이사
- 2020년 3월 KT스카이라이프 대표이사 사장

## 저서
- 2014년 〈통신유통 전쟁에서 승리하라!(1등 하겠습니다)〉 ISBN 9791155320556